# Shingon
Shingon (眞言, 真言 "ware woorden") is een grote stroming binnen het Japanse boeddhisme. Het wordt ook wel het "Japans esoterisch boeddhisme", of "orthodox-esoterisch boeddhisme" genoemd. Het woord shingon is de Japanse versie van de kanji voor het Chinese woord zhēnyán, wat letterlijk “ware woorden” betekent.
De leer van het shingon is gebaseerd op teksten uit het Vajrayana, de Mahavairocana-tantra, de Vajrasekhara-tantra en de Shurangama-tantra.

## Geschiedenis

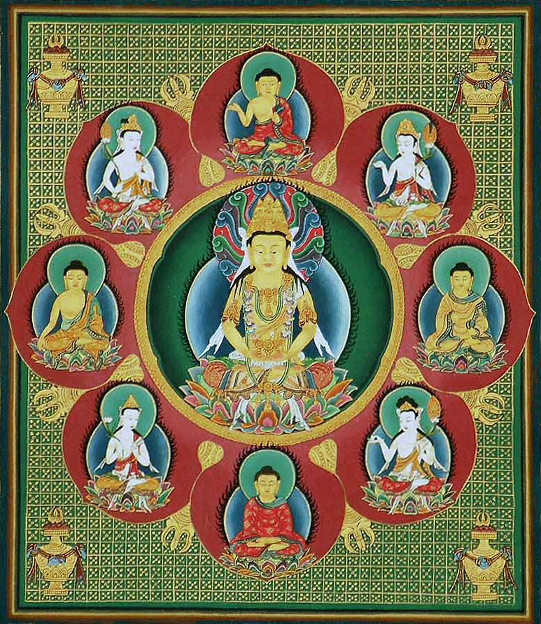
Een Japanse mandala van de vijf dhyani-Boeddha's en andere bodhisattva’s, rondom Vairocana.

### De ontwikkeling van het boeddhisme in de Heian-periode
Het boeddhisme in Japan begon zich al tijdens de Asuka-periode (562-645) te ontwikkelen. Vooral in de Nara-periode (710-784) was deze stroming bij de Japanse edelen erg populair. Niet alleen werkte het shingonboeddhisme kalmerend op de aristocraten van die tijd, het fungeerde ook als een politiek machtsmiddel binnen het hof. Boeddhistische rituelen werden zelfs geïntegreerd in de al bestaande shinto-ceremonieën. De boeddhistische kloosters in Nara genoten een aanzienlijke economische en politieke macht, waardoor ze onder andere grote hoeveelheden land in hun bezit hadden. De toenmalige keizer Kanmu was gealarmeerd door de macht die het boeddhisme verkregen had. Door het verschuiven van de hoofdstad van Nara naar Heian-kyō verloren de kloosters hun macht.
Niet alleen het verlies van hun macht kwam het boeddhisme duur te staan, er waren ook toenemende verschillen binnen de stroming zelf. Tijdens de Heian-periode waren er twee monniken die een grote invloed hadden: Saicho en Kūkai. Beide monniken waren op studiereis gegaan naar China en kwamen elk terug met een andere vorm van boeddhisme.
Saicho leidde de tendai-sekte, waarbij de monniken net zoals in de Nara-periode op het hof 'geëerd' en toegewijd werden. Hun hoofdkwartier lag op de berg Hieizan.
Kūkai bracht het shingonboeddhisme naar Japan en ook deze stroming begon meer aanzien te krijgen binnen het hof. Hun hoofdkwartier was gelegen op de berg Kōyasan. 
De tendai- en shingonscholen werden beschermd door het hof. De groei van hun macht leidde tot een rivaliteit tussen de twee stromingen.
Het was ook tijdens de Heian-periode dat de kunst van het schrijven, poëzie en de visuele kunst opbloeide. De boeddhistische idealen om artistieke vaardigheden te stimuleren hebben enorm bijgedragen aan de Japanse cultuur.

### Ontstaan van shingon
In 804 nam Kūkai deel aan een expeditie naar China, waar hij aankwam in de hoofdstad Chang'an, tegenwoordig Xi'an. Deze stad stond volledig onder de heerschappij van de machtige Tang-dynastie. Onder de Noord-Indiase monnik Prajña, begon Kūkai aan de studie van het Sanskriet. Het Sanskriet was essentieel in de studie van het esoterisch boeddhisme. In 805 ontmoette Kūkai meester Hui-kuo. Onder zijn hoede werd hem binnen enkele maanden het belangrijkste van het esoterische boeddhisme onderwezen. In 806 keerde Kūkai terug naar Japan, waar hij in Kyūshu aankwam. Hij had een groot aantal werken meegenomen, waaronder 142 werken in 247 delen met vertalingen over het "nieuwe esoterische boeddhisme".
Na de dood van keizer Kanmu kwam Kūkai's intelligentie keizer Saga ter ore. Al snel kwamen ze in contact met elkaar. Kūkai schonk de keizer verschillende poëtische werken, boeken in het Sanskriet en kalligrafische werken. Al snel begaf Kūkai zich binnen de hoge kringen van het hof en stond onder bescherming van de keizer. Hij verspreidde zijn verworven kennis van het shingonboeddhisme, en in 823 kreeg Kūkai de Toji tempel toegewezen. Deze stond aan de ingang van Kyōto. Hij kreeg toestemming om de tempel te gebruiken voor de studie van de esoterische leringen. Naast de berg Kōya, waarop Kūkai al in 816 een tempel mocht vestigen, was de Toji tempel de basis voor het shingon in Japan.
Het shingon splitste al snel op in twee grote stromingen: Kogi-Shingon (古儀真言宗, oud shingon) en Shingi-Shingon (新義真言宗, nieuw shingon). Deze splitsing ontstond vooral vanwege onenigheid tussen Kakuban en zijn priesters in Denbo-in (伝法院) en het leiderschap in het Kongobuji bij Koyasan. Kakuban en zijn priesters richtten bij de berg Negoro een nieuw tempelcomplex op.

### De berg Kōya
De berg Kōya (高野山), beter bekend als Kōyasan, is gelegen in de prefectuur Wakayama ten zuiden van de stad Osaka. Op Kōyasan bevindt zich het hoofdkwartier van het shingonboeddhisme in Japan; dit is de Kongōbuji Tempel.
Naast deze tempel zijn er verder:
- een universiteit, gericht op de studie van religie,
- 120 tempels,
- het mausoleum van Kūkai, omgeven door een immens groot kerkhof, en de Danjo Garan, een van de twee meest heilige plekken op Kōyasan. Op deze grond staat ook de Konpon Daito, een pagode die als een van de eerste gebouwen op de berg verscheen toen Kūkai daar 1200 jaar geleden het shingonboeddhisme stichtte.

## Stromingen
- Koyasan (高野山真言宗) Chuiin Ryu
- Tōji (東寺真言宗)
- Zentsūji-ha (真言宗善通寺派)
- Daigo-ha (真言宗醍醐派)
- Omuro-ha (真言宗御室派)
- Daikakuji-ha (真言宗大覚寺派)
- Sennyūji-ha (真言宗泉涌寺派)
- Yamashina-ha (真言宗山階派)
- Shigisan (信貴山真言宗)
- Nakayamadera-ha (真言宗中山寺派)
- Sanbōshū (真言三宝宗)
- Sumadera-ha (真言宗須磨寺派)
- Chizan-ha (真言宗智山派)
- Buzan-ha (真言宗豊山派)
- Shingi (新義真言宗)
- Ritsushū (真言律宗)
- Kokubunji-ha (真言宗国分寺派)
- Inunaki-ha (真言宗犬鳴派)

## Een beknopte biografie van Kūkai (空海)

### Jeugd

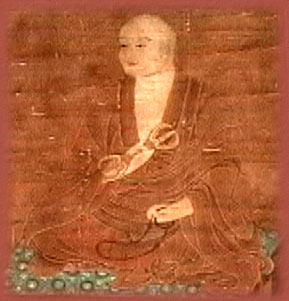
Een geschilderd portret van Kūkai

Kōbō Daishi(弘法大師) werd in 774 geboren binnen de aristocratische Saeki familie in Byoubugaura, gelegen in de provincie Sanuki te Shikoku (tegenwoordig het huidige Zentsū-ji in de Kawaga prefectuur). De Saeki familie is een tak van de oude Ōtomo-clan. Zijn vader was Saeki Yoshimichikyo, wiens familie deel uitmaakte van de lokale regenten. Zijn moeder was Tamayori Gozen, zij kwam echter uit een andere clan, de zogenaamde Ato-clan.
Als kind werd hij Mao genoemd, zijn geboortenaam luidde volledig Saeki no Mao. Al op jonge leeftijd werd Mao hoog begaafd geacht. Op vijftienjarige leeftijd werd hij onder toezicht van zijn oom naar de hoofdstad Heian-kyo (Kyoto) gestuurd om daar onderwijs te krijgen. Hier begon hij op achttienjarige leeftijd aan de universiteit. Deze was in die tijd gebaseerd op het Chinese ‘Confuciaans schoolsysteem’.. Kūkai bestudeerde onder meer de klassieke Chinese teksten (China’s Five Classics). Hoewel hij minder gefascineerd was door het confusianisme, ontwikkelde hij een grote interesse in het boeddhisme.

### Werk
In het begin van zijn twintiger-jaren kreeg Kōbō Daishi onderwijs van een boeddhistische monnik, genaamd Gonso. Hij werd geïntroduceerd aan de boeddhistische beoefening van het reciteren van de mantra toegewijd aan Kōzuko. Hij besloot het priesterschap aan te gaan en koos de naam Kyokai. Later veranderde hij die naar Nyoku en uiteindelijk naar Kūkai.
In 830, op 56-jarige leeftijd, rondde Kūkai zijn meesterwerk af. Hij verwerkte hierin de klassering van de leren en de plaats van het shingon. Dit werk wordt de Jūjūshinron(十住心論), ofwel de ‘Ten Stages of the Development of Mind’ genoemd. Het is verwerkt in tien volumes. Kūkai verdeelde de menselijke geest, of het religieuze besef, in tien categorieën en vergeleek deze met filosofieën van de boeddhisten en niet-boeddhisten. Door middel van deze vergelijking kon hij aantonen dat het shingon boven allen stond.
Algauw in 831, begon Kūkai verschijnselen van verzwakking te tonen door een ziekte die uiteindelijk zou leiden tot zijn dood. De keizer stemde niet in met zijn ontslag, en gaf hem in plaats daarvan tijd om te rusten. Kūkai spendeerde de resterende tijd van zijn leven op de berg Kōyasan. Tot kort voor zijn dood was Kōyasan een privé-instelling, maar Kūkai kreeg uiteindelijk toestemming om jaarlijks drie nieuwe monniken te laten inwijden op berg Kōya. Het aantal nieuwe ingewijden wordt nog altijd streng gecontroleerd door de overheid. Dit zorgde ervoor dat de instelling een gesubsidieerde instelling werd.
Tegen het einde van zijn leven gaf Kūkai zich over aan meditatie en overleed op 62-jarige leeftijd in 835. Hij kreeg niet de traditionele crematie, maar werd naar eigen wens ‘in zijn geheel bewaard’ op de top van berg Kōya. Het schijnt dat zijn lichaam na een aantal jaren nog steeds niet vergaan was en dat hij zelfs nu nog volledig intact zou zijn. Dit past dan bij het grote waardering van de mens in hem, als geheel.

## Leer
De fundamentele beoefening en leer van het esoterisch boeddhisme houdt in dat lichamen, spraak en geest in hun huidige vorm, het lichaam, de spraak en geest van de Boeddha kunnen worden. Op die manier is het mogelijk een Boeddha te worden. 

### Mahavairocana Soetra
De Mahavairocana Tantra of Soetra (ofwel Dainichi-kyō) is samen met de Vajrasekhara Sutra de leidraad voor de shingonscholen. Kūkai heeft deze soetra in 796 ontdekt en ging in 804 naar China om hierover meer te weten te komen.
Het shingonboeddhisme gebruikt de zeven hoofdstukken van de Mahavairocana Soetra als de basissoetra voor het voortbrengen van hun leer. Het belangrijkste leerstuk wordt verklaard in het eerste hoofdstuk, waar gezegd wordt: 
“Hoe worden we Verlicht? Het komt als we onze geest nemen zoals hij is.”
De Mahavairocana Soetra is een soetra die de deugden van de Mahavairocana Boeddha verklaart. Hij is de bron van het leven. Deze deugden worden uitgedrukt in de letter 'A' in het Sanskriet. Deze letter is de geest die ernaar streeft om Verlicht te worden, en als je je geest kent, dan erken je de streving naar het waarmaken van die Verlichting.

### Vajrasekhara Soetra
In tegenstelling tot de Mahavairocana Soetra, de soetra die nadruk legt op de leer van de belangrijkste leerstukken, wordt de Vajrasekhara Soetra, ofwel Kongocho-kyō, beschouwd als de soetra die nadruk legt op het praktische aspect; de oefeningen en het proces om werkelijk een Boeddha te kunnen worden.
Het vereist vijf stappen om het ‘lichaam van een Boeddha‘ te verkrijgen. Deze luiden als volgt:
- 1.Leer je basisgeest kennen: het besef dat we de geest nodig hebben om in ons hart Verlicht te kunnen worden.
- 2.Oefen je geest die ernaar streeft om Verlicht te worden, zodat die geleidelijk puur en vergroot wordt.
- 3.Bereik de geest van Vajra: als de ontwikkeling voltooid is, dan zal de geest die ernaar streeft Verlicht te worden vast en stevig worden als een diamant.
- 4.Verzeker jezelf naar het lichaam van de Vajra. Dit houdt in dat de waarmaking van het worden van een Boeddha altijd gepaard gaat met het verwerven van een degelijk lichaam, en het worden van een Bodhisattva; degene die altijd de andere levende wezens redt.
- 5.De voltooiing van een Boeddha’s lichaam: onze geest en lichamen delen dezelfde essentie als die van de Boeddha, en bij het bereiken van eeuwige Verlichting, kunnen we het proces om een Boeddha te worden afsluiten.

De bron voor het geloven in, en de leren om geesten en lichamen volledig te kunnen ontwikkelen als die van de Boeddha worden verklaard in de Kongocho-kyō.

## Goden in het shingon
In het shingonboeddhisme bestaat niet een ´God´ zoals in het christendom. Er zijn wel verschillende Boeddha's waarmee de gelovigen elk een andere spirituele band hebben. Het ligt bij de gelovige zelf welke Boeddha centraal staat in zijn of haar belevenis.
Het shingonboeddhisme kent dertien Boeddha's, de Jūsanbutsu (十三佛). Vaak worden zij afgebeeld als de vijf Boeddha's, de zeven bodhisavattvas en Fudō Myō-ō (Acala). De dertien Boeddha's zijn:
- Fudō Myō-ō: ook wel Acala; vernietiger van waanideeën en beschermer van het boeddhisme. Hij helpt diegene die het emotioneel moeilijk hebben naar het juiste pad. Fundo is de boeddhistische god van wijsheid en vuur, daarom wordt hij altijd als een door vlammen omgeven God afgebeeld.
- Shaka Nyorai: Prins Siddharta. Hij wordt gezien als de 'Verlichte' en als de oprichter van het boeddhisme.
- Monju Bosatsu: De Boeddha voor wijsheid. Met zijn zwaard 'snijdt' hij als het ware het slechte weg, zodat de mens in wijsheid en geluk kan leven.
- Fugen Bosatsu: Hij wordt gezien als de Boeddha voor mededogen en de beoefening. Met de beoefening van de Tien Geloftes kan iedereen een Boeddha worden.
  - 1. Heb respect voor alle Boeddha's
  - 2. Vereer de welwillendheid van de Boeddha's
  - 3. Voorkom het doen van slechte dingen
  - 4. Maak een royaal aantal offeringen
  - 5. Haal genoegen in de deugden van de Boeddha's
  - 6. Zoek de leer van de Boeddha's
  - 7. Streef naar het eeuwige leven van de Boeddha's
  - 8. Leer van de Boeddha's
  - 9. Doe goed aan alle levende wezens
  - 10. Maak je verdienstelijk, met het oog gericht op de wereld van de Boeddha
- Jizo Bosatsu: Hij is een van de meest geliefde Boeddha's. Hij staat bekend als beschermer van (vooral overleden) kinderen, zwangere vrouwen, brandweerlieden en reizigers.
- Miroku Bosatsu: De Boeddha die de wereld redt van de toekomst.
- Yakushi Nyorai: Is een Boeddha van medicijnen en genezing. Hij geeft medicijnen aan de zieken en geeft voeding aan lichaam en geest.
- Kannon Bosatsu: Een van de meest vereerde onder de Boeddha's, hij is de Boeddha van genade.
- Seishi Bosatsu: Ondanks zijn mindere bekendheid, wordt hij gezien als de Boeddha van kracht en weerstand.
- Amida Nyorai: In het Sanskriet betekent Amida 'het oneindige leven', daarom wordt Amida Nyorai ook wel de Boeddha van het oneindige leven en licht genoemd.
- Ashuku Nyorai: Een van de vijf Wijsheid Boeddha's. Hij beschermt degenen met een onveranderlijk lot en zij die de aspiratie hebben om Verlicht te worden.
- Dainichi Nyorai: Deze Boeddha wordt beschouwd als de Boeddha der Boeddha's. Hij is een belangrijke Boeddha in het shingon. Zijn deugd wordt ook wel verklaard als vier deugden van het licht; een licht tijdens duisternis, leven en voeding schenkend aan de levende dingen, het leven gedurende het verleden, heden en toekomst verlichtend en alle levende dingen tot de staat van Verlichting brengend.
- Kokuzo Bosatsu: Hij vertegenwoordigt de deugd om degenen die door middel van het zingen van zijn mantra's en het verkrijgen van de wijsheid van een Boeddha, tot de staat van Verlichting te brengen.

## Schisma
Het shingonboeddhisme splitste zich op in twee stromingen: het oude shingon, Kogi Shingon (古儀真言宗）en het nieuwe shingon, shingi-shingon（新義真言宗).

### Kōgyō Daishi Kakuban
Kakuban (覚鑁, 1095-1143), na zijn dood bekend als Kōgyō Daishi (興教大師), was een Japanse priester in het shingon. Hij staat bekend als een hervormer, hoewel zijn pogingen tot hervormen geleid hebben tot een schisma binnen het shingonboeddhisme.